# Nikita Bellucci
Nikita Bellucci  (Pau, Pirineos Atlánticos; 6 de noviembre de 1989) es una actriz pornográfica y modelo erótica francesa.

## Biografía
Bellucci, nombre artístico de la actriz, nació en Pau, capital de la región francesa de los Pirineos Atlánticos, en noviembre de 1989. No se conoce mucho sobre su biografía hasta 2011, año en que a sus 22 años es descubierta por un productor de la industria del cine pornográfico. Tras mudarse a los Estados Unidos, en 2013 firmó un contrato exclusivo con la revista Hot Vidéo.
Su nombre artístico es un homenaje a la película Nikita, del director francés Luc Besson.
Como actriz ha trabajado para productoras europeas y estadounidenses como Marc Dorcel, Evil Angel, Elegant Angel, Digital Playground, Kink.com, 21Sextury, Wicked Pictures, Filly Films, Girlfriends Films o Jules Jordan Films.
Estuvo nominada en 2014 en los Premios AVN en la categoría de Artista femenina extranjera del año. En 2017 se hacía con el galardón, en los mismos premios, en la categoría de Mejor escena de sexo en producción extranjera por Hard in Love, junto a la polaca Misha Cross.
En 2016 dirigió y protagonizó la película Casting pour Libertines para Hot Video.
Se retiró a finales de 2017, habiendo aparecido en más de 290 películas como actriz.
Alguno de sus trabajos destacados son Anal Appetite, Babysit My Ass, Fantasstic DP, Fetish A La France, Journalist, My Maid And Me, Pleasure Provider, Revenge of a Daughter, Solo Sensations o Tenniswoman.

## Premios y nominaciones
| Año  | Ceremonia                   | Resultado | Premio                                         | Trabajo                  |
| ---- | --------------------------- | --------- | ---------------------------------------------- | ------------------------ |
| 2014 | Premios AVN                 | Nominada  | Artista femenina extranjera del año            | —                        |
| 2014 | Premios AVN                 | Nominada  | Mejor escena de doble penetración              | Slutty and Sluttier 19   |
| 2014 | Spank Bank Awards           | Nominada  | Best Body                                      | —                        |
| 2014 | Spank Bank Awards           | Nominada  | DP'd Dynamo of the Year                        | —                        |
| 2014 | Spank Bank Awards           | Nominada  | International Fuck Bunny                       | —                        |
| 2014 | Spank Bank Awards           | Nominada  | Most Comprehensive Utilization of All Orifices | —                        |
| 2014 | Spank Bank Awards           | Nominada  | Most Photogenic                                | —                        |
| 2014 | Spank Bank Awards           | Nominada  | Sexiest Painted Lady                           | —                        |
| 2014 | Spank Bank Awards           | Nominada  | Sexiest Woman Alive                            | —                        |
| 2015 | Spank Bank Awards           | Nominada  | Best "O" Face                                  | —                        |
| 2015 | Spank Bank Awards           | Nominada  | Best Vocals                                    | —                        |
| 2015 | Spank Bank Awards           | Nominada  | Imported Temptress of the Year                 | —                        |
| 2015 | Spank Bank Awards           | Nominada  | Sexiest Painted Lady                           | —                        |
| 2015 | Spank Bank Technical Awards | Ganadora  | Hot As Fuck in Any Language                    | —                        |
| 2016 | Premios AVN                 | Nominada  | Mejor escena de sexo en producción extranjera  | Rocco's Perfect Slaves 5 |
| 2017 | Premios AVN                 | Ganadora  | Mejor escena de sexo en producción extranjera  | Hard in Love             |
| 2017 | Premios XBIZ                | Nominada  | Artista femenina extranjera del año            | —                        |
| 2018 | Premios AVN                 | Nominada  | Artista femenina extranjera del año            | —                        |
| 2018 | Premios AVN                 | Nominada  | Mejor escena de sexo en producción extranjera  | The Fighter              |
| 2018 | Spank Bank Awards           | Nominada  | European Enchantress of the Year               | —                        |
| 2018 | Spank Bank Awards           | Nominada  | Tattooed Temptress of the Year                 | —                        |
| 2018 | Premios XBIZ                | Nominada  | Artista femenina extranjera del año            | —                        |